# دین‌کورپ
دین‌کورپ (انگلیسی: DynCorp) شرکت صنایع جنگ‌افزاری آمریکایی است، که در سال ۱۹۴۶ تأسیس شد.